# Anaerobaculum mobile
Anaerobaculum mobile è una specie di batterio appartenente alla famiglia delle Syntrophomonadaceae.